# 巴西尔·杜卡斯·卡马特罗斯
巴西尔·杜卡斯·卡马特罗斯 是一位拜占庭帝国贵族与高级官员。 
巴西尔是官员、神学家安德洛尼卡·卡马特罗斯之子，也是阿莱克修斯三世皇帝（1195-1203年在位）的皇后欧芙洛绪涅·杜卡伊娜·卡马特拉的兄弟。同时他的祖母伊琳娜·杜卡伊娜（Irene Doukaina）可能是首席马夫米海尔·杜卡斯（阿莱克修斯一世的大舅子）的女儿。作为皇室宗亲，他获得了“可敬者”头衔，在1166年，拥有“首席公证人”头衔。1182年时，他已升任“邮传书记”，但当安德洛尼卡一世（1182-1185年在位）夺位之后，被解职并致盲（可能只有一只眼睛），流放到罗斯。 
伊萨克二世（1185-1195年在位）夺位后，他返回君士坦丁堡并再次担任“邮传书记”，并在妹夫阿莱克修斯三世时继续担任这一职务。第四次十字军东征后，他前往尼西亚帝国，投奔侄子狄奥多尔一世，1209/10年曾奉命前往奇里乞亚亚美尼亚与利奥一世外交。

## 引用
1. ↑  The surname "Doukas" appears only on his seal of office. Polemis 1968，第130–131頁
2. 1 2 3 4 5  Polemis 1968，第130頁.
3. 1 2 3  ODB，"Kamateros" (A. Kazhdan), p. 1198.
4. ↑  Polemis 1968，第78–79頁.